# حد الكلال

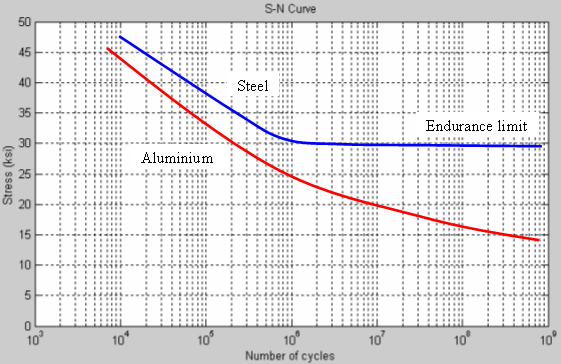
منحنيات توضيحية تبين العلاقة بين الإجهاد المطبق وعدد مرات التكرار للصلب (باللون الأزرق ويظهر أيضا حد الكلال له) والألومنيوم (باللون الأحمر ويظهر عدم وجود حد للكلال له).

حد الكلال أو حد التعب (بالإنجليزية: Fatigue limit)‏ هو مصطلح لخاصية من الخواص الميكانيكية للمواد، وهي مقدار أكبر إجهاد متكرر يمكن التأثير به على المادة من غير أن يحدث لها انهيار بسببه 
، ومن المعروف أن المواد الحديدية وسبائك التيتانيوم لها حد للكلال أي أنه يوجد إجهاد معين إذا أثر به على نحو متكرر على المادة فإنها لا تنهار أبدا مهما زاد عدد التكرارات، أما غيرها من المواد كالألومنيوم أو النحاس مثلا (وليس على سبيل الحصر) فإنه لا يوجد لها حد للكلال، أي أنه مهما صغر مقدار الإجهاد المتكرر المؤثر فإنه لابد وأن يحدث انهيار للمادة بسبب هذا الإجهاد، والصورة المقابلة توضح هذا المفهوم.
مقاومة الكلال: مقاومة الانهيار المفاجئ(sudden failure) للمادة المعرضة لأحمال متكررة اثناء التشغيل بعد العديد من دورات التحميل (cycles)

## تعريف
تعرف الجمعية الأمريكية لاختبار المواد (ASTM) إجهاد الكلال بأنه قيمة الإجهاد الذي يحدث عنده الانهيار بعد عدد معين من التكرارات، وتعرف أيضا حد الكلال أنه قيمة الإجهاد التي يحدث عنده الانهيار ولكن عند قيم تكرارية عالية جدا.

## العوامل المؤثرة على حد الكلال
يوجد الكثير من العوامل التي تؤثر على حد الكلال للمواد بالزيادة أو النقصان ويمكن تقسيمها وفق الآتي:
1. عوامل أساسية:
  1. البنية الداخلية للمادة.
  2. الشكل العام للجسم الواقع تحت الإجهاد.
  3. السطح الخارجي للجسم الواقع تحت الإجهاد.
2. عوامل خارجية:
  1. عوامل ومواصفات التصنيع.
  2. مواصفات التحميل.

## تاريخ
قدم العالم الألماني المتخصص في كلال المواد أغسطس فولر مفهوم حد الكلال لأول مرة عام 1870م ، ولكن الدراسات الحديثة تؤكد أنه لا وجود لمثل هذا الحد، وأنه حتما ستنهار المواد عند التأثير عليها بإجهادات متكررة مهما صغر مقدار هذه الإجهادات ولكن التكرار قد يكون كبيرا جدا جدا.
.

## اقرأ أيضا
- قائمة خواص المواد.